# Rom, åben by
Rom, åben by (originaltitel: Roma, città aperta) er en italiensk neorealistisk film fra 1945 instrueret af Roberto Rossellini. Manuskriptet er skrevet af Sergio Amidei og Federico Fellini. Blandt skuespillerne kan bl.a. nævnes Aldo Fabrizi og Anna Magnani. Filmen vandt Guldpalmen ved filmfestivalen i Cannes i 1946.

## Handling
Filmen foregår i Rom i 1944 under den tyske besættelse.

## Rolleliste
- Aldo Fabrizi - don Pietro Pellegrini
- Anna Magnani - Pina
- Marcello Pagliero - Giorgio Manfredi, alias Luigi Ferraris
- Vito Annicchiarico - Marcello, Pinas søn
- Nando Bruno - Agostino, klokkeren
- Harry Feist - Major Bergmann
- Giovanna Galletti - Ingrid
- Francesco Grandjacquet - Francesco
- Eduardo Passarelli - Politisergeant
- Maria Michi - Marina Mari
- Carla Rovere - Lauretta, Pinas søster
- Carlo Sindici - Politikommissær
- Joop van Hulzen - Kaptajn Hartmann
- Ákos Tolnay - Østrigsk desertør